# Константин (Булычёв)
Константин (в миру Кирилл Иоакимович Булычёв; 23 декабря 1858  [4 января 1859], Орлов, Вятская губерния — 26 июня 1928, Москва) — григорианский архиепископ, до 1922 года — епископ Русской православной церкви, архиепископ Могилёвский и Мстиславский.

## Биография
Кирилл родился 23 декабря 1858 года в городе Орлове Вятской губернии в семье зажиточного купца второй гильдии. Мать — Августа Варсоновьевна Булычёва.
В 1877 году окончил Орловскую классическую гимназию. В 1881 году окончил физико-математический факультет Императорского Санкт-Петербургского университета со степенью кандидата физико-математических наук. Служащий в Волжско-Камском банке (1884—1890).
В 1890 году поступил в Санкт-Петербургскую духовную академию. 29 января 1892 года пострижен в мантию с именем Константин. 21 февраля 1892 года рукоположён в сан иеродиакона, 7 ноября 1893 года — во иеромонаха. В 1894 года окончил Санкт-Петербургскую духовную академию со степенью кандидата богословия.
По воспоминаниями Георгия Шавельского, Константин не выделялся особенными дарованиями, однако, чрезвычайно располагал к себе своей настроенностью, честностью, добротой.
С 20 июля 1894 года — смотритель Санкт-Петербургского Александро-Невского духовного училища. 26 сентября 1895 года награждён набедренником. В 1896 году награждён наперсным крестом, от Святейшего синода выдаваемым.
17 августа 1896 года назначен ректором Витебской духовной семинарии, 25 августа 1896 года возведён в сан архимандрита. С 22 ноября — цензор журнала «Полоцкие епархиальные ведомости». Председатель епархиального училищного совета, Свято-Владимирского братства и историко-статистического комитета.
С 13 января 1900 года — ректор Киевской духовной семинарии.
20 июля 1901 года назначен епископом Гдовским, третьим викарием Санкт-Петербургской епархии. 29 июля в Троицком соборе Александро-Невской лавры состоялась его хиротония, которую совершили митрополит Санкт-Петербургский Антоний (Вадковский), архиепископ Финляндский и Выборгский Николай (Налимов), епископ Пермский и Соликамский Петр (Лосев), епископ Симбирский и Сызранский Никандр (Молчанов), епископ Калужский и Боровский Вениамин (Муратовский) и епископ Нарвский Никон (Софийский).
С 1903 года второй викарий Санкт-Петербургской епархии, председатель Совета столичного Исидоровского православного эстонского братства.
С 23 апреля 1904 — епископ Самарский и Ставропольский. Способствовал открытию новых приходов в селениях народов Поволжья, распространению духовной литературы на местных языках. В 1905 году резко осудил еврейские погромы. С 1910 года председатель Самарского отдела Императорского православного палестинского общества.
Награждён панагией с украшениями (1904), орденами Святого Владимира III степени (1902), Святой Анны I степени (1907). 6 мая 1911 года пожалован за отлично-усердную службу орденом Святого Владимира II степени.
С 4 октября 1911 — епископ Могилёвский и Мстиславский. При нём в Могилёве был завершён строительством и освящён Трёхсвятительский храм (ныне кафедральный собор). Способствовал расширению трезвеннического движения и просветительской работе, практиковал общенародное пение за богослужением. Присутствующий в Синоде (1910, 1912, 1914).
6 мая 1915 года возведён в сан архиепископа, а 5 октября 1916 года награждён правом ношения креста на клобуке.
Член Поместного собора Православной российской церкви 1917—1918 годов, участвовал в первой и второй сессиях, член III, VII отделов. В декабре 1917 года избран заместителем членов Синода.
В октябре 1918 года, в связи с захватом Могилёва немцами, переехал в Гомель. В июле 1919 года, в связи с образованием Гомельской губернии, переименован в архиепископа Могилёвского и Гомельского.
23 июля 1919 году арестован за «служение панихиды по бывшему царю и выступления с кафедры против советской власти». С 24 августа содержался в Бутырской тюрьме, 2 декабря постановлением «народного суда» по особой сессии при Московском совнарсуде приговорён к лишению свободы до окончания гражданской войны. 17 мая 1920 года был освобождён по ходатайству верующих.
4 сентября 1922 года постановлением обновленческого Временного церковного управления (ВЦУ) уволен на покой. В октябре приговорен к двум годам тюремного заключения, освобождён после перехода в обновленчество. В июле 1923 года назначен архиепископом Гомельским и Речицким, председателем обновленческого Гомельского епархиального управления. Кафедра располагалась в Петропавловском соборе Гомеля.
С 8 августа 1923 года — член Всероссийского обновленческого Синода. Возведён в сан митрополита. В ноябре уволен обновленцами на покой.
В июне 1924 года участвовал во Всероссийском предсоборном совещании.
5 августа 1924 года избран почётным председателем Белорусского обновленческого Синода. В сентябре 1924 года утверждён почётным председателем Белорусского обновленческого Синода.
В 1925 году после покаяния принят в общение митрополитом Петром (Полянским) в сане архиепископа. Проживал на покое в Москве.
22 декабря 1925 года в числе других архиереев организовал Временный высший Церковный совет (ВВЦС) и был избран заместителем председателя ВВЦС с титулом архиепископа бывшего Могилёвского, став, таким образом, одним из основоположников григорианского раскола.
29 января 1926 года заместителем патриаршего местоблюстителя митрополитом Сергием (Страгородским) запрещён в священнослужении вместе с другими основателями григорианского раскола.
В июне 1926 года был участником первого Всероссийского съезда духовенства и мирян, сторонников ВВЦС. В ноябре 1927 года был участником 2-го Московского съезда духовенства и мирян, сторонников ВВЦС.
18 ноября 1927 года избран членом президиума ВВЦС и возведён в сан митрополита.
Скончался 26 июня 1928 года в Москве без воссоединения с Патриаршей церковью.

## Сочинения
- Письмо к архиеп. Арсению (Стадницкому) // ГАРФ. Ф. 550. Оп. 1. Д. 332. Л. 14–15.
- Речь пред императрицей Марией Феодоровной. СПб., 1903.
- Воззвание // Самарские епархиальные ведомости. 1905. № 22.
- Предложение // Могилёвские епархиальные ведомости. 1911. № 22.
- Архипастырское послание к пастырям Могилёвской епархии // Могилёвские епархиальные ведомости. 1913. № 22.
- Речь в кафедральном соборе; Предложение благочинным // Могилёвские ЕВ. 1917. № 6, 10/11.
- Архиерейское воззвание // Новая деревня. 1922.
- [Отзыв] № 23 от 30 ноября 1905 г. // Отзывы. 2004. Ч. 1. С. 474–570.